# Stygonitocrella ljovuschkini
Stygonitocrella ljovuschkini är en kräftdjursart som först beskrevs av Borutsky 1967.  Stygonitocrella ljovuschkini ingår i släktet Stygonitocrella och familjen Ameiridae. Inga underarter finns listade i Catalogue of Life.